# William Gallas
William Gallas (Asnières-sur-Seine, França, 17 d'agost del 1977) és un exfutbolista professional francès. Era un dels pocs jugadors que es podia ocupar en diverses funcions de la defensa, podia ser central o lateral per l'esquerra i dreta. Va debutar el 1995 amb el SM Caen, el 1997 va ser fitxat per l'Olympique de Marseille, club amb el qual va jugar fins a 2001, quan va ser transferit al Chelsea FC, on hi va jugar fins al 2006, quan va ser traspassat l'Arsenal FC. Des del 2010 jugà a les files del Tottenham de la Premier League anglesa.